# Ельбасані
ФК «Ельбасані» (алб. Klubi i Futbollit Elbasani) — албанський футбольний клуб з міста Ельбасан, заснований у 1913 році. Виступає в Першій лізі. Домашні матчі приймає на стадіоні «Ельбасан Арена», потужністю 13 600 глядачів.

## Титули
- Чемпіон Албанії (2): 1983-84, 2005-06
- Володар Кубка Албанії (2): 1974-75, 1991-92
- Володар Суперкубка Албанії (1): 1992